# Miszewko-Stefany
Miszewko-Stefany (prononciation : [miˈʂɛfkɔ stɛˈfanɨ]) est un village polonais de la gmina de Słupno dans le powiat de Płock de la voïvodie de Mazovie dans le centre-est de la Pologne.

## Histoire
De 1975 à 1998, le village appartenait administrativement à la voïvodie de Płock.